# Oreocryptophis porphyraceus
Oreocryptophis porphyraceus is een slang uit de familie toornslangachtigen (Colubridae) en de onderfamilie Colubrinae.

## Naam en indeling
De wetenschappelijke naam van de soort werd voor het eerst voorgesteld door Theodore Edward Cantor in 1839. Oorspronkelijk werd de soort als Coluber porphyraceus in het geslacht Coluber geplaatst.
De soort is in de loop der tijd door diverse auteurs in andere geslachten geplaatst geweest, waaronder Elaphe en Oreophis. Het is tegenwoordig de enige soort uit het monotypische geslacht Oreocryptophis. De soort werd door Urs Utiger, Notker Helfenberger, Beat Schätti, Catherine Schmidt, Markus Ruf en Vincent Ziswiler in 2005 aan het geslacht Oreocryptophis toegewezen en is tegenwoordig de enige vertegenwoordiger van deze monotypische groep.

### Ondersoorten
Er worden zes verschillende ondersoorten onderscheiden die voornamelijk verschillen in uiterlijke kenmerken en verspreidingsgebied. Deze ondersoorten zijn onderstaand weergegeven, met de auteur en het verspreidingsgebied.
| Naam                                   | Auteur                      | Verspreidingsgebied                  |
| -------------------------------------- | --------------------------- | ------------------------------------ |
| Oreocryptophis porphyraceus coxi       | Schulz & Helfenberger, 1998 | Thailand                             |
| Oreocryptophis porphyraceus laticincta | Schulz & Helfenberger, 1998 | Maleisië                             |
| Oreocryptophis porphyraceus kawakamii  | Oshima, 1911                | Taiwan                               |
| Oreocryptophis porphyraceus            | Cantor, 1839                | De rest van het verspreidingsgebied. |
| Oreocryptophis porphyraceus pulchra    | Schmidt, 1925               | China                                |
| Oreocryptophis porphyraceus vaillanti  | Sauvage, 1876               | China, Vietnam                       |

## Uiterlijke kenmerken
De slang heeft een oranje tot dieprode basiskleur en dunne, zwarte lengtestrepen. Vanwege de bonte kleuren is de slang populair in de handel in exotische dieren en is er veel over de levenswijze bekend.

## Verspreiding en habitat
Oreocryptophis porphyraceus komt voor in delen van Azië en heeft een groot verspreidingsgebied. De soort is aangetroffen in de landen India, Bhutan, Myanmar, Thailand, Laos, Tibet, Nepal, China, Taiwan, Maleisië, Singapore, Indonesië, mogelijk komt de slang ook voor in Cambodja en Vietnam.